# Sant Llop de Sant Dalmai
Sant Llop de Sant Dalmai és una capella del poble de Sant Dalmai situada a la part més septentrional del terme de Vilobí d'Onyar (la Selva), al costat sud-oest del cràter del volcà de la Crosa. Amb 225 metres d'altitud és el punt més alt del terme. Es troba dins d'un bosc d'alzines sureres i roures a tocar de la tanca metàl·lica de la propietat de Can Costa. Forma part de l'Inventari del Patrimoni Arquitectònic de Catalunya.

## Descripció

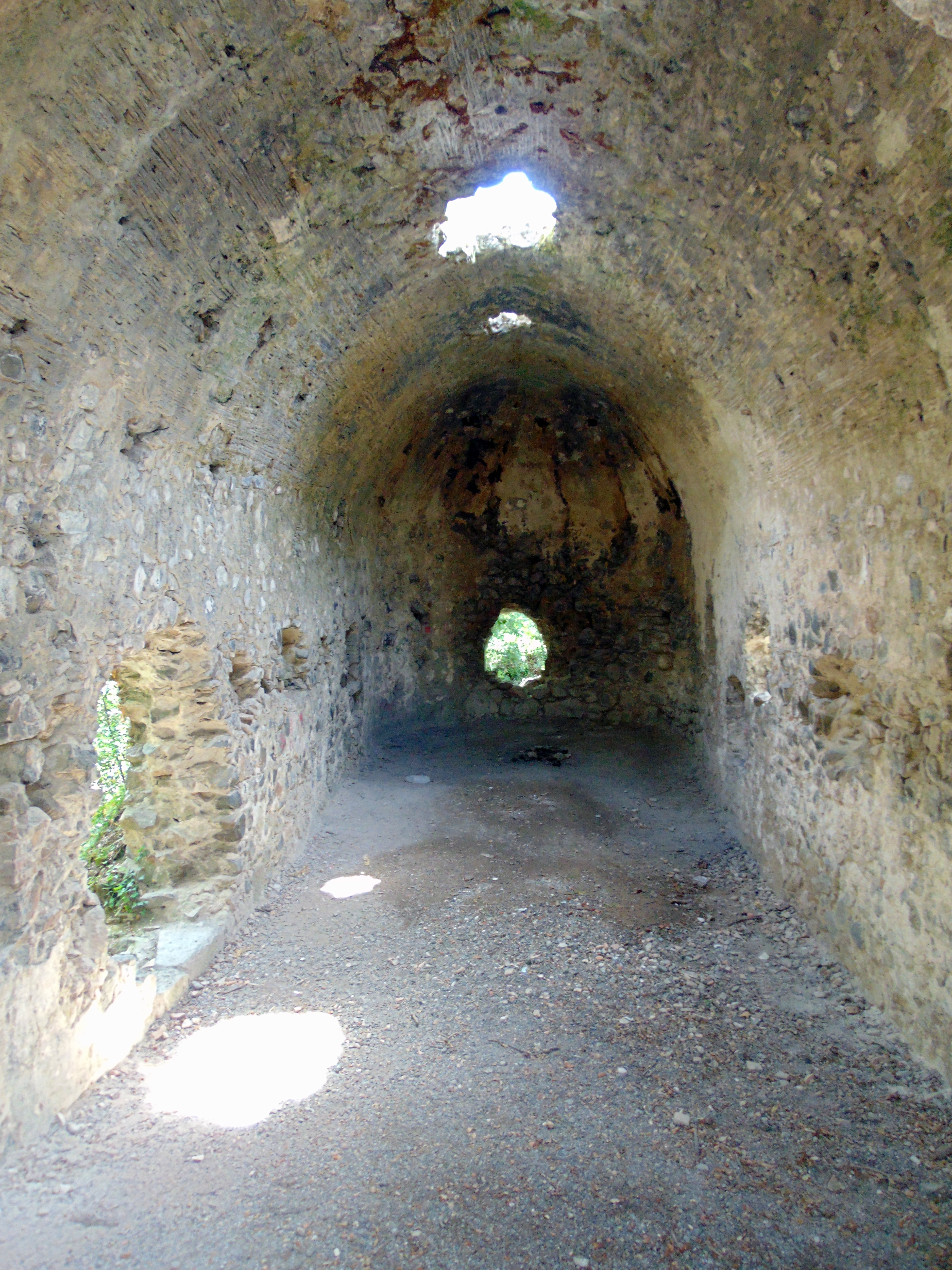
Interior

És un edifici de planta rectangular amb absis semicircular sense diferenciació, voltat per un ampli fossat atalussat d'uns 5 m d'amplada i 2,5 m de profunditat, amb parets de pedra irregular. La nau és coberta amb volta apuntada que conserva les impromtes de l'encanyissat, sobre murs de 80 cm de gruix. A l'exterior hi ha una plataforma semicircular al costat de ponent aixecada sobre el talús on, segons un estudi s'alçava la primitiva torre de defensa anterior a la capella. Els murs del temple tenen diferents obertures que possiblement no són originals. Hi ha restes de dues portes: una al mur de tramuntana, per on hi havia el mur que salvava el fossat, i l'altra, al mur de ponent. Actualment, totes dues han perdut la pedra ben escairada que les emmarcava. També trobem tres obertures, dues d'espitlleres al mur de tramuntana i una finestra de doble esqueixada prop de la capçalera, al mur de migdia. El forat de la capçalera devia correspondre a una finestra de doble esqueixada.
Al mur de ponent hi ha les restes del que devia ser el campanar d'espadanya sobre el qual s'hi construí una estructura de rajol que per uns era un campanar bastit posteriorment i, per altres, era la torre de telegrafia òptica del segle xix. El parament interior havia estat arrebossat amb morter de calç del que avui només en queden algunes restes i, a l'exterior, sembla que sempre havia estat amb la pedra vista. La pedra utilitzada lògicament és la tosca provinent del mateix volcà de la Crosa on es troba emplaçada. Hi ha restes d'una torre que formava part de la línia militar de telegrafia òptica de Barcelona-La Jonquera. La capella del Sant Llop actualment es troba en un estat de total abandó i en procés imparable d'enrunament.

## Història
En un document de venda que Ramon de Cabrera va fer a Berenguer de Gornau de l'any 1279, la construcció pertanyia al Castell de Brunyola. Segons l'estudi realitzat per Lluís Solé i David Ortega, l'ermita de Sant Llop va ser primer una torre fortificada amb fossat a tot el vol i, posteriorment, s'hi va fer la capella. La torre circular de la fortificació hauria desaparegut. Però segons l'estudi de Joan Llinàs, Josep M. Llorens i Jordi Merino, l'origen primer era el de capella romànica i, ja en el segle xix, entre 1848 i 1862, es realitza la reconversió en torre de telegrafia òptica militar. En aquest segon cas formaria part de la línia de telegrafia òptica militar de Barcelona a la Jonquera. La readaptació de la capella com a torre de comunicació va consistir a excavar el fossat que l'envolta, deixant una plataforma semicircular davant de la façana de ponent, obrir un nou accés al mur de tramuntana i, sobre la teulada, es construí una petita torre de rajol de planta quadrangular, aprofitant el campanar. L'any 1875, durant la Tercera Guerra Carlina, l'Ajuntament de Vilobí d'Onyar va costejar les obres de fortificació.